# Steve Redgrave
Sir Steven Geoffrey Redgrave (Marlow, 23 maart 1962) is een Brits roeier, die tussen 1984 en 2000 tijdens vijf opeenvolgende Olympische Spelen goud behaalde. Met zijn vijf olympische gouden medailles en een bronzen medaille is hij de tweede succesvolste Britse olympische deelnemer aller tijden, na Bradley Wiggins met 7 medailles (waarvan vier gouden, één zilveren en twee bronzen).
Op de Olympische Spelen van 1984 in Los Angeles won hij goud in de categorie vier met stuurman samen met Martin Cross, Adrian Ellison, Andy Holmes en Richard Budgett. Samen met Andy Holmes won hij in 1988 in Seoel goud in de categorie twee zonder stuurman en brons in de categorie twee met stuurman Patrick Sweeney.
In 1992 in Barcelona en in 1996 in Atlanta volgde gouden medailles 3 en 4, beide samen met Matthew Pinsent in twee zonder stuurman. De kers op de taart kwam in 2000 in Sydney, toen hij samen met Matthew Pinsent, Tim Foster en James Cracknell in vier zonder stuurman won.
Redgrave werd negen keer wereldkampioen (in 1986, 1987, 1991, 1993-95 en 1997-99). In het jaar 2001 werd hij voor zijn roeiprestaties in de adelstand verheven en sindsdien mag hij als sir benoemd worden.

## Resultaten
- Wereldkampioenschappen roeien 1981 in München 8e in de dubbel-vier
- Wereldkampioenschappen roeien 1982 in Luzern 6e in de dubbel-vier
- Olympische Zomerspelen 1984 in Los Angeles  in de vier-met-stuurman
- Wereldkampioenschappen roeien 1985 in Hazewinkel 12e in de skff
- Wereldkampioenschappen roeien 1986 in Nottingham  in de twee-met-stuurman
- Wereldkampioenschappen roeien 1987 in Kopenhagen  in de twee-zonder-stuurman
- Wereldkampioenschappen roeien 1987 in Kopenhagen  in de twee-met-stuurman
- Olympische Zomerspelen 1988 in Seoel  in de twee-zonder-stuurman
- Olympische Zomerspelen 1988 in Seoel  in de twee-met-stuurman
- Wereldkampioenschappen roeien 1989 in Bled  in de twee-zonder-stuurman
- Wereldkampioenschappen roeien 1989 in Bled 5e in de twee-met-stuurman
- Wereldkampioenschappen roeien 1990 in Barrington  in de twee-zonder-stuurman
- Wereldkampioenschappen roeien 1991 in Wenen  in de twee-zonder-stuurman
- Olympische Zomerspelen 1992 in Barcelona  in de twee-zonder-stuurman
- Wereldkampioenschappen roeien 1993 in Račice  in de twee-zonder-stuurman
- Wereldkampioenschappen roeien 1994 in Indianapolis  in de twee-zonder-stuurman
- Wereldkampioenschappen roeien 1994 in Indianapolis  in de twee-met-stuurman
- Wereldkampioenschappen roeien 1995 in Tampere  in de twee-zonder-stuurman
- Olympische Zomerspelen 1996 in Atlanta  in de twee-zonder-stuurman
- Wereldkampioenschappen roeien 1997 in Aiguebelette-le-Lac  in de vier-zonder-stuurman
- Wereldkampioenschappen roeien 1998 in Keulen  in de vier-zonder-stuurman
- Wereldkampioenschappen roeien 1999 in St. Catharines  in de vier-zonder-stuurman
- Olympische Zomerspelen 2000 in Sydney  in de vier-zonder-stuurman